# Derolus vastus
Derolus vastus är en skalbaggsart som beskrevs av Holzschuh 1993. Derolus vastus ingår i släktet Derolus och familjen långhorningar. Inga underarter finns listade i Catalogue of Life.